# Людской поезд

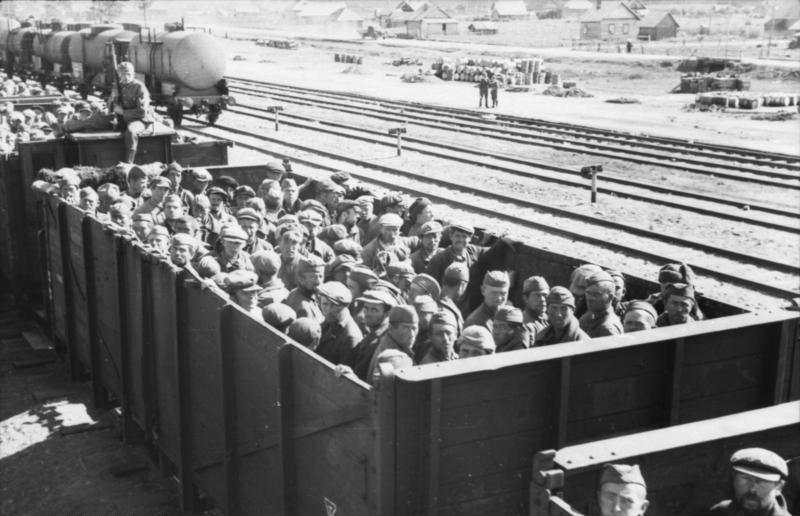
Перевозка советских военнопленных (1941 год)

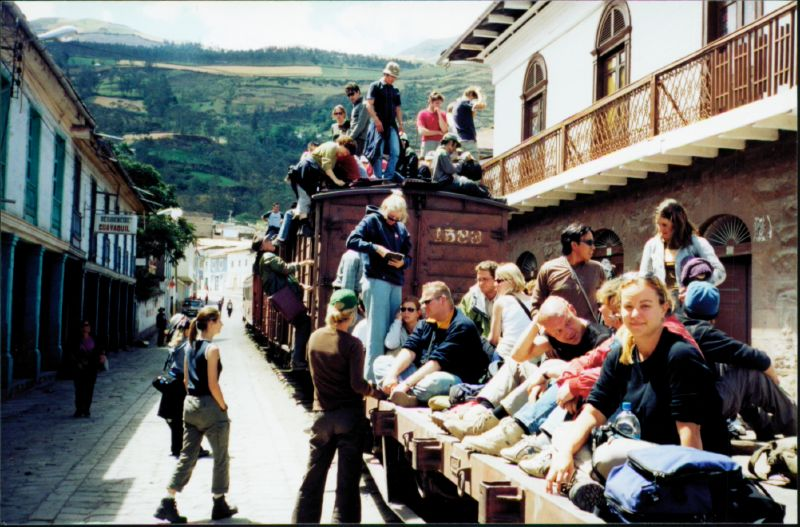
В Эквадоре пассажирам разрешается осуществлять проезд снаружи грузовых поездов на вагонах открытого типа и на крышах крытых вагонов

Людско́й поезд — грузовой поезд, в котором десять и более вагонов занято людьми. Вагоны с людьми должны иметь прикрытие от вагонов с грузами, требующими особой осторожности. Необходимое число вагонов прикрытия указывается грузоотправителем в соответствии с правилами перевозки грузов. Проезд людей в таких поездах происходит по грузовым документам.